# Ammothella prolixa
Ammothella prolixa là một loài nhện biển trong họ Ammotheidae. Loài này thuộc chi Ammothella. Ammothella prolixa được miêu tả khoa học năm 1990 bởi Child.